# Bébing
Bébing es una comuna francesa situada en el departamento de Mosela, en la región de Gran Este.

## Demografía
| 90 | 97 | 124 | 160 | 179 | 167 | 188 |
| Para los censos de 1962 a 1999 la población legal corresponde a la población sin duplicidades (Fuente: INSEE [Consultar]) |    |     |     |     |     |     |